# Dragutin Kušlan
Dragutin (Dragojlo) Kušlan (Krapina, 12. siječnja 1817. – Zagreb, 11. ožujka 1867.), hrvatski odvjetnik i političar.
Bio je ilirac, a zajedno s Ivanom Mažuranićem zauzimao se za osnivanje napredne narodne stranke. Za revolucije 1848. – 1849. godine perovođa je Banskog vijeća i član hrvatskog izaslanstva na Slavenskom kongresu u Pragu 1848. godine. Bio je pristaša federalizacije Habsburške monarhije i politike austroslavizma, a taj je stav radikalizirao nakon proglašenja oktroiranog Ustava u ožujku 1849. godine. 
Uređivao je novine "Slavenski jug" i tjednik "Prijatelja puka".
Nakon proglašenja oktroiranog ustava u ožujku 1849. surađivao je s knezom A. Czartoryskim na uspostavi mađarsko-slavenskoga saveza protiv Austrije; susretao se i s G. Andrássyjem. Za neoapsolutizma 1857. bio mu je zabranjen odvjetnički rad. Nakon vraćanja ustavnoga stanja (1860.) bio je zastupnik u Hrvatskome saboru. Bio je protivnik suradnje s Bečom i pristaša zajedničke hrvatsko-mađarske borbe protiv centralizma, koju je uvjetovao priznanjem teritorijalne cjelovitosti i vrlo široke autonomije za Hrvatsku i Vojvodinu. 
Zajedno s M. Šuhajem, objavio je 1862. Spise saborske Sabora Kraljevinah Dalmacije, Hrvatske i Slavonije od god. 1861. u četiri knjige.

## Vanjske poveznice
- (hrv.) (engl.) The politics of Dragojlo Kušlan, 1847−1867, Hrčak.srce.hr, Izvorni znanstveni članak - Tomislav Markus; Hrvatski institut za povijest, pristupljeno 11. siječnja 2016.